# 17ヒッピーズ
17ヒッピーズ（17 Hippies）は12人からなるベルリン出身のバンド。アコースティック楽器を主体に、世界中の様々なスタイルの音楽を発掘し、ロックやポップミュージックと融合させ演奏している。

## スタイル
17ヒッピーズが演奏する音楽は、東ヨーロッパを起源とする音楽のメロディーとリズムに、フランスのシャンソンやアメリカのフォークソングを組み合わせたものである。ドイツ語、英語、フランス語の歌詞による曲や、楽器だけの演奏がある。17ヒッピーズが演奏する音楽は、“ベルリンスタイル”の発祥とも言われている.

## 略歴
17ヒッピーズは1995年の春、クリストファー・ブレンキンソップ (Christopher Blenkinsop),　カーステン・ヴェーゲナー（Carsten Wegener）、ルッツ・ウルブリッヒ （Lutz Ulbrich）、クリスティン・ザウアー （ Kristin Sauer）、ラインハート・リュダーリッツ （Reinhard Luederitz）によって結成された。1995年の秋、初めて17ヒッピーズという名を名乗るが、この名前に特に大きな意味はないという。1996年には、アンティエ・ヘンケル (Antje Henkel)、エルマー・グートマン（Elmar Gutmann）、ウルリケ・ラウ （Ulrike Lau）がメンバーに加わる。公開リハーサルとして 『Hippie Haus Tanz（ヒッピーハウスダンス）』という名のオリジナルコンサートを行う。1997年ヘンリー・ノートロフ （Henry Notroff）とデューク・トラーゲザー （Dirk Trageser）がメンバーに加わる。Rock’n’roll 13 （ロックンロール13） と題するCDにはライブやリハーサルルームでの様々な演奏が収録されている。
1998年、17ヒッピーズはアメリカ、テキサス州のオースティンで行われるSXSWフェスティバルに招待され、その後テキサス州とルイジアナ州でコンサートツアーを行う。17ヒッピーズにとり、初めてドイツ以外の国の音楽家達と交流する機会となる。パリでの音楽祭Fête de la Musiqueへの出演がこれに続く。ウヴェ・ランガー (Uwe Langer)がメンバーに加わる。
1999年、2作目となるCD『Wer ist das?』（これは誰だ？） が発売される。これら最初の2作のCDは当時、彼ら自身のレコード会社によってのみ販売が行なわれていた。フランスのレコード会社、Buda Musiqueはフランスでこれら2作のCDから選曲し、『Berlin Style(ベルリンスタイル)』 という名でCDを発売。1999年、フォルカー“クルイスコ”レットマン (Volker „Kruisko“ Rettman) がメンバーに加わる。
2001年、アンドレアス・ドレーゼン (Andreas Dresen) 監督の映画、『Halbe Treppe(階段の途中で)』　の音楽を作曲、映画自体にも出演している。ブダペスト、プラハ、ウィーンでのツアーを行い、フランスでは定期的にツアーを行う。フランスでは、前出のCD、Wer ist das? とサウンドトラック 『Halbe Treppe』から選曲し作成したアルバム、『Sirba（スルバ）』が発売される。ケアスティン・ケルンバッハ  (Kerstin Kaernbach) がメンバーに加わる。
2004年、初めてのスタジオアルバム、『Ifni（イフニ）』 が発売される。この年およびその後の数年間はヨーロッパの国々とモロッコでのツアーを行う。ダニエル・フリードリッヒス (Daniel Friedrichs) がメンバーに加わる。2006年、ベルリンのドイチェテアター(Deutsches Theater Berlin) において、再びアンドレアス・ドレーゼンの演出による、『エデン・フォン・ホルバート(Ödön von Horvath)』の舞台劇、Kasimir und Karoline （カシミールとカロリーネ） の音楽を担当する。
2007年春には、二作目となるスタジオアルバム、『Heimlich(秘密に)』を発表する。このアルバムはアメリカとカナダでも初めて発売され、同年、両国でツアーを行った。12月、パリのオランピア劇場で演奏する。
2008年、アメリカ、ヨーロッパ、アルジェリアでのツアー、および中国でのコンサートを行う。アドルフ・グリム賞の授賞式に出演する。2008年末には、第三作目となるスタジオアルバム El Dorado (エルドラド) を収録し、2009年1月に発売される。2009年1月より、ライブ演奏ではダニエル・コルデス (de:Daniel Cordes) がカーステン・ヴェーゲナーに変わりバスを担当する。
2009年は、第三作目となるアルバム、『El Dorado』の発売開始とともに始まり、アメリカ、カナダ、そしてドイツの各都市でコンサートを行う。ヨーロッパにおいては活動の地域を広げ、ルクセンブルク、フランス、スペイン、イギリス、ウェールズ、アイルランド、ベルギー、スイスなどでコンサートを行った。また6月には2008年に続き二度目の訪問となる中国にてコンサートを行い、11月にはイスラエルにてライブ、またヨルダンの首都アンマンでは、ベルリンの壁崩壊20周年を記念したAl Hussein Cultural Centerでのコンサートに招待され、ヨルダンのバンドZaman Al Zatarとの共演が実現した。

## 17ヒッピーズと日本
2004年、芝居公演のためドイツ、ミュンヘンを訪問中だった俳優、イッセー尾形に出会う。フランスのクータンス市(Coutances)で行われたフェスティバル、Sous les Pommiersでは、日本のバンドCICALA-MVTAの大熊ワタルとジャムセッションを行う。2006年2月、東京、足立区のTheatre1010で行われたイッセー尾形の公演「太宰治を読む！書く！創る！」に参加。CICALA-MVTAとは東京のライブハウスClub Rootsで即興ライブを行う。2007年には、イッセー尾形が公演のため、17ヒッピーズの活動拠点であるベルリンを訪問、17ヒッピーズの曲に日本語の歌詞をプレゼントした。イッセー尾形・らとの交流は続き、2009年には・らのスタッフがベルリンの17ヒッピーズを訪れている。

## その他プロジェクト/コラボレーション

### Sexy Ambient Hippies (ヒッピーズ、セクシーな雰囲気で)
1997 年以降、DJやエレクトロといわれるジャンルの音楽家達とのコンサート Sexy Ambient Hippies が時々行われている。2002年8月31日にベルリンのコンサートホール世界文化の家で行われたコンサートが収録され、 17 Hippies play Sexy Ambient Hippies 2003 として発売された。Carsten Daneおよび Robert Cummingsなどが参加している(サンプリング)。

### Hardcore Trobadors (ハードコア　トロバドール)
フランス、ボルドー地方のバンドLes Hurlements d’Léoとのアンサンブルが実現、6曲を収録し、Hardcore Trobadors　というタイトルのシングル盤CDがフランスで発売される。Les Hurlements d’Léoとのアンサンブルはモスクワでのコンサート、および2004年に行われたフランスでのツアーで頂点に達した。

### 17 Hippies play Guitar (17ヒッピーズのギター演奏)
2004年12月19日、ケルンにおいて、放送局WDRによるラジオ放送、フンクハウスヨーロッパの製作により、ギタリストMarc RibotとJakob Iljaとのコンサートが収録された。2006年、17 Hippies play Guitar のタイトルによるCDが発売された。

### 17 Hippies & the Beat (17ヒッピーズとビート)
2008年9月、ロンドンのバンドDhol Foundationのパーカッショニスト、Johnny Kalsiをベルリンへ招待し、9月12日、ドルトムントで行われたコンサートを放送局WDRが収録、コンサートの一部が生放送された。

## 作品

### 音楽
- Rock’n’roll 13  （ロックンロール13） : 1997 | CD, Rent a Poet
- Texas Radio  （テキサスラジオ） : 1998 | MC, Rent a Poet
- Wer ist das?  （これは誰だ） : 1999 | CD, Rent a Poet
- Soundtrack zum Film Halbe Treppe  (サウンドトラック、階段の途中で) : 2002 | CD, Rent a Poet
- 17 Hippies play Sexy Ambient Hippies  （17ヒッピーズ、セクシーな雰囲気で） : 2003 | CD, Rent a Poet
- Ifni  (イフニ) : 2004 | CD, Rent a Poet
- The Greatest Show on Earth  (地球上で最高のショー) : 2005 | CD,DVD
- 17 Hippies play Guitar  （17ヒッピーズのギター演奏）: 2006 | CD, Hipster Records
- Heimlich  (秘密に) : 2007 | CD & LP, Hipster Records
- El Dorado  (エルドラド) : 2009 | CD & LP, Hipster Records
- Phantom Songs（ファントムソングス） : 2011 | CD, Hipster Records

### 楽譜
- 17 Hippies für Kinder  （子供のための17ヒッピーズ） : 1999 | Tyfoo Musikverlag, Berlin
- Realbook, Band 1  (リアルブック1) : 2001 | Tyfoo Musikverlag, Berlin
- Realbook, Band 2  （リアルブック2）: 2001 | Tyfoo Musikverlag, Berlin

### 映画、舞台音楽
- Miststück (馬鹿野郎)   2001 | Randa Chaoud による短編映画
- Planet Music (惑星の音楽) : 2001 | Kathrin Kramer の音楽映画
- Boran : 2002 | de:Alexander Bernerによる映画
- Halbe Treppe (階段の途中で) : 2002 | Andreas Dresen による映画
- Tigeraugen sehen besser (虎の目の方がよく見える) : 2003 | Thomas Nennstiel によるテレビ映画（ドイツ第2テレビZDF）
- 17 Hippies – Live  (17ヒッピーズ - ライブ)  : 2004 | テレビ局3-SATによるコンサート収録
- Irrlichter  （鬼火） : 2005 | 子供のための音楽、サーカス団Cabuwaziの曲芸師との共演
- Kasimir und Karoline  （カシミールとカロリーネ） : 2006 |　ベルリンのドイチェテアータ、 Andreas Dresen 演出
- 17 Hippies & ein Zirkus （17ヒッピーズとサーカス）: 2008 | ドキュメンタリー　Ania Bothe演出

## 関連サイト
- オフィシャルサイト
- クリストファー・ブレンキンソップのインタヴュー
- コンサート歴（抜粋）
- 大洋レコードによる紹介